# Daydreamer
Daydreamer je drugi miksani album repera Kid Inka koji je objavljen 21. lipnja 2011. godine. Objavio ga je preko svoje diskografske kuće Tha Alumni Music Group kao besplatni download. Na albumu gostuju izvođači kao što su Bei Maejor, Ray J, Meek Mill i Sean Kingston, te producenti kao što su Cardiak, The Runners i Lex Luger.
Album je u svom prvom tjednu preuzet s interneta u 150.000 primjeraka. Kid Ink je objavio pet spotova za pjesme "It's On", "Lowkey Poppin'", "Ms. Jane", "Cali Dreamin'" i "I Just Want It All".

## Popis pjesama
| Br. | Skladba                                                   | Producent               | Trajanje |
| --- | --------------------------------------------------------- | ----------------------- | -------- |
| 1.  | »Intro«                                                   | Brix                    | 2:17     |
| 2.  | »Daydreamer«                                              | Dash                    | 3:39     |
| 3.  | »I Just Want It All«                                      | Ned Cameron             | 3:23     |
| 4.  | »Lowkey Poppin'«                                          | The Runners             | 3:38     |
| 5.  | »Live It Up« (featuring Mann)                             | Chrishan                | 3:35     |
| 6.  | »Sick 'Em« (featuring Cory Gunz & Gudda Gudda)            | Cardiak                 | 4:06     |
| 7.  | »Ms. Jane«                                                | Charli Brown            | 3:05     |
| 8.  | »Blackout« (featuring Meek Mill)                          | Lex Luger               | 3:33     |
| 9.  | »She's a Playa«                                           | Jaywan                  | 3:51     |
| 10. | »Time After Time« (featuring K-Young)                     | Young Jerz, DJ Ill Will | 3:42     |
| 11. | »I Need More« (featuring Tory Lanez)                      | The University          | 3:48     |
| 12. | »Elevator Music«                                          | KE                      | 3:17     |
| 13. | »End Of the Night« (featuring Dorrough)                   | Tha Bizness             | 3:40     |
| 14. | »Home« (featuring Bei Maejor)                             | Sermstyle               | 4:07     |
| 15. | »Neva Gon Leave« (featuring Tydolla$ign)                  | Young Jerz              | 3:00     |
| 16. | »Hold Up« (featuring Ray J)                               | Jaynari                 | 4:35     |
| 17. | »It's On«                                                 | Jahlil Beats            | 2:25     |
| 18. | »Fastlane«                                                | Prince N Purps          | 3:26     |
| 19. | »Star Of the Show« (featuring Sean Kingston)              | Famous                  | 3:00     |
| 20. | »Cali Dreamin'«                                           | Young Jerz              | 3:14     |
| 21. | »Lights On« (featuring Young Jerz, Sean Brown & Hardhead) | Young Jerz              | 3:10     |
| 22. | »Hold It Down« (featuring Jon Connor & Kevin Cossom)      | DJ Pillz                | 3:24     |